# حیات وحش نروژ

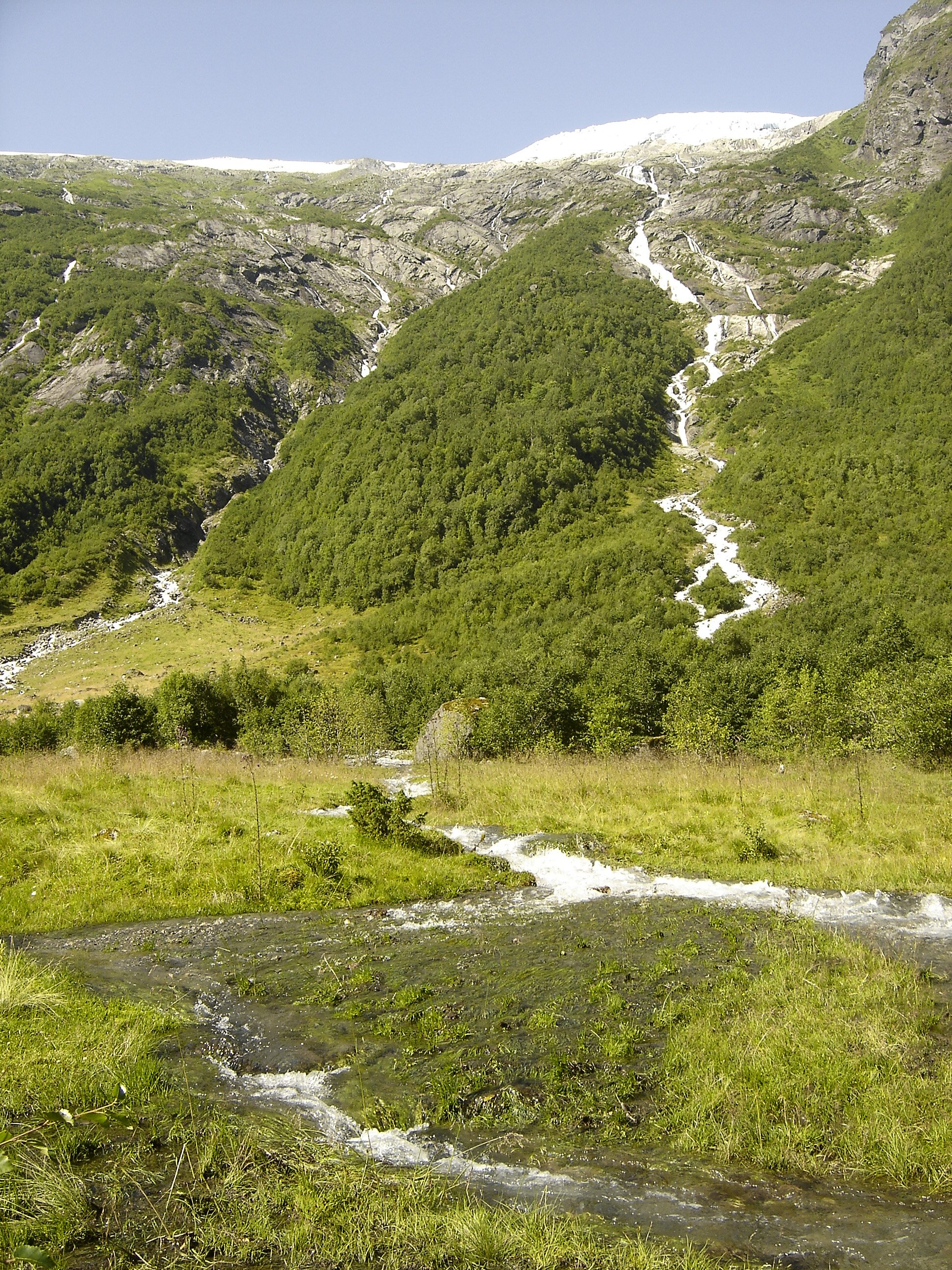
دره‌ای در نزدیکی یخچال طبیعی یوستدال

حیات وحش نروژ شامل گیاهان و جانوران متنوع نروژ است. گیاهان و حیوانات بومی با جغرافیا و آب و هوای این کشور در شمال غربی اروپا سازگار است. زیستگاه‌ها شامل کوه‌های مرتفع، تندرا، رودخانه‌ها، دریاچه‌ها، تالاب‌ها، ساحل دریا و برخی از زمین‌های زیر کشت در جنوب کشور است. سرزمین اصلی نروژ دارای یک خط ساحلی طولانی، حفاظت شده توسط اسکریز و مجمع الجزایر عمدتاً یخ‌بسته از سوالبار در شمال بیشتر است. فلور بسیار متنوع است و طیف وسیعی از پستانداران، پرندگان (بسیاری از مهاجران)، ماهی‌ها و گونه‌های بی‌مهرگان و همچنین چند گونه خزنده و دوزیستان در کشور زندگی می‌کنند.
بدون محسوب داشتن باکتری‌ها و ویروس‌ها اما با حساب ارگانیسم‌های دریایی تعداد تمام گونه‌های حیوان و گیاه در نروژ ۶۰٬۰۰۰ تا تخمین زده می‌شوند. این شامل ۱۶٬۰۰۰ گونه حشره (احتمالا ۴٬۰۰۰ گونه بیشتر که همچنان نیاز به توصیف دارند)، ۴۵۰ گونه پرنده (۲۵۰ گونه در نروژ لانه می‌کنند)، ۹۰ گونه پستاندار، ۴۵ گونه ماهی آب شیرین، ۱۵۰ گونه ماهی دریایی، ۱٬۰۰۰ گونه بی‌مهره آب شیرین و ۳٬۵۰۰ گونه بی‌مهره دریایی می‌شود.

## اقلیم
اقلیم بیشتر سرزمین اصلی جنب‌شمالگانی است؛ با اقلیمی قاره‌ای در جنوب شرقی و اقلیمی اقیانوسی در اطراف ساحل. در مقایسه با دیگر جاهای با عرض جغرافیایی مشابه دمای آنجا بالاتر است که علتش جریان اطلس شمالی است و به‌طور معمول ساحل خالی از یخ می‌ماند. بادهای غالب، هوای نسبتاً گرم مرطوب را از اقیانوس اطلس وارد می‌کنند. بارش زیادی روی سمت غربی کوه‌ها اتفاق می‌افتد و دره‌های طولانی غیرساحلی نسبتاً خشک‌تر هستند و زمین در سمت شرق کوه‌ها اثر سایه باران را با بارش کمتر، آفتاب بیشتر و معمولاً تابستان‌های گرم‌تر تجربه می‌کند. شمال دور و شمال شرقی کشور خشک‌تر هستند اما مه و باران‌ریزه زیادی تجربه می‌کنند.